# Banca de reserves fraccionades
La banca de reserves fraccionades és el sistema bancari en virtut del qual els bancs que reben dipòsits del públic només mantenen una part dels seus passius en actius líquids com a reserva, normalment prestant la resta als prestataris. Les reserves bancàries es mantenen en efectiu al banc o com a saldos al compte del banc al banc central.
Els dipòsits bancaris solen tenir una durada relativament curta i poden ser "a la vista", mentre que els préstecs concedits pels bancs solen ser a més llarg termini, la qual cosa comporta el risc que els clients puguin en qualsevol moment voler retirar de manera col·lectiva efectiu dels seus comptes per sobre de les reserves bancàries. Les reserves només proporcionen liquiditat per cobrir les retirades dins del patró normal. Els bancs comercials i el banc central esperen que, en circumstàncies normals, només es retirarà una part dels dipòsits al mateix temps i que les reserves seran suficients per satisfer la demanda d'efectiu. Tanmateix, els bancs poden trobar-se en una situació de dèficit quan els dipositants volen retirar més fons que les reserves que té el banc. En aquest cas, el banc que pateix un dèficit de liquiditat pot demanar préstecs a curt termini al mercat interbancari de préstecs dels bancs amb superàvit. En situacions excepcionals, com ara durant un pànic bancari inesperat, el banc central pot proporcionar fons per cobrir el dèficit a curt termini com a prestador d'últim recurs.
Com que els bancs mantenen en reserva menys que l'import dels seus passius de dipòsit, i perquè els passius de dipòsit es consideren diners per dret propi, la banca de reserves fraccionades permet que l'oferta monetària creixi més enllà de la quantitat de la base monetària subjacent creada originalment pel banc central.
A la majoria de països, el banc central (o una altra autoritat de política monetària) regula la creació de crèdit bancari, imposant requisits de reserva com ara els coeficients de caixa i les ràtios de suficiència de capital. De fet, la majoria dels bancs comercials tenen més d'aquest import mínim com a excés de reserves. Tot això ajuda a garantir que els bancs es mantinguin solvents i disposin de fons suficients per satisfer la demanda de retirades, i es poden utilitzar per influir en el procés de creació de diners en el sistema bancari. No obstant això, en lloc de controlar directament l'oferta monetària, els bancs centrals contemporanis solen perseguir un objectiu de tipus d'interès per controlar l'emissió de crèdit dels bancs i la taxa d'inflació.

## Història
La banca de reserva fraccional és anterior a l'existència d'autoritats monetàries governamentals. En el passat, els estalviadors que buscaven conservar les seves monedes i objectes de valor dipositaven or i plata als orfebres, rebent a canvi una nota pel seu dipòsit. Aquests bitllets van guanyar acceptació com a mitjà d'intercanvi per a transaccions comercials i, per tant, es van convertir en una forma primerenca de circulació de paper moneda. Com que els bitllets s'utilitzaven directament en el comerç, els orfebres van observar que la gent no solia bescanviar tots els seus bitllets al mateix temps, i van veure l'oportunitat d'invertir les seves reserves de monedes en préstecs que els reportaven un interès. Això generava ingressos per als orfebres però els deixava amb més bitllets d'emissió que reserves amb les quals pagar-los. Es va iniciar un procés que va alterar el paper dels orfebres de guardians passius de lingots, cobrant comissions per emmagatzematge segur, a bancs que pagaven interessos i que guanyaven interessos amb els seus préstecs. Així va néixer la banca de reserves fraccionades.
Tanmateix, si els creditors (els titulars de bitllets d'or dipositats originalment) perdien la fe en la capacitat d'un banc per pagar els seus bitllets, molts intentarien redimir els seus bitllets al mateix temps. Si, com a resposta, un banc no pogués recaptar prou fons mitjançant la captació de préstecs o la venda de bitllets, el banc entrava en insolvència en no poder complir amb la seva obligació de bescanviar els bitllets emesos quan el client ho demanava. Aquesta situació s'anomena fallida bancària i va provocar la desaparició de molts bancs.
Aquestes primeres crisis financeres van provocar la creació de bancs centrals. El 1668, el Riksbank suec es va convertir en el primer banc central del món. A finals d'aquell mateix segle, altres nacions van establir bancs centrals als quals se'ls va donar el poder legal per establir un coeficient de caixa i per especificar la forma en què havien de mantenir els seus actius (base monetària). Per mitigar l'impacte de les fallides bancàries i les crisis financeres, als bancs centrals també se'ls va concedir l'autoritat per centralitzar l'emmagatzematge de les reserves de metalls preciosos dels bancs, la qual cosa va facilitar la transferència d'or en cas de situacions de pànic bancari i per actuar com a prestador d'últim recurs si algun banc s'enfrontava a una fuga de dipòsits bancaris. L'aparició dels bancs centrals va reduir el risc de fallides bancàries, un fenomen que és inherent a la pròpia existència de la banca de reserves fraccionades que és la que impera a gairebé tots els països del món. Això va permetre la seva supervivència.
Durant el segle xx, el paper dels bancs centrals va créixer fins a incloure la seva capacitat per influir o gestionar diverses variables de política macroeconòmica, com ara mesures per controlar la inflació, l'atur i la balança de pagaments internacional.

## Marc normatiu
En la majoria dels sistemes legals, un dipòsit bancari no és una fiança. És a dir, els fons dipositats ja no són propietat del client. Els fons passen a ser propietat del banc i el client, al seu torn, rep un actiu anomenat compte de dipòsit (un compte corrent o d'estalvi). Aquest compte de dipòsit és un passiu al balanç del banc. Cada banc està legalment autoritzat per emetre crèdit fins a un múltiple especificat de les seves reserves, de manera que les reserves disponibles per satisfer el pagament dels passius de dipòsits són inferiors a l'import total que el banc està obligat a pagar per satisfer els dipòsits a la vista. En gran part, la banca de reserva fraccionària funciona sense problemes, ja que relativament pocs dipositants demanen el pagament en un moment donat, i els bancs mantenen una reserva suficient de reserves per cobrir les retirades d'efectiu dels dipositants i altres demandes de fons. No obstant això, durant una crisi bancària o una crisi financera generalitzada, les demandes de retirada poden superar la reserva de finançament del banc, i el banc es veurà obligat a recaptar reserves addicionals per evitar l'incompliment de les seves obligacions. Un banc pot recaptar fons a partir de préstecs addicionals (per exemple, contractant préstecs al mercat de préstecs interbancari o al banc central), venent actius o sol·licitant préstecs a curt termini. Si els creditors tenen por que el banc esgoti les seves reserves i esdevingui insolvent, tenen un incentiu per reemborsar els seus dipòsits al més aviat possible abans que altres dipositants accedeixin a les reserves restants. Per tant, la por a una fuga de dipòsits bancaris pot precipitar la crisi.
Moltes de les pràctiques de regulació bancària i banca central contemporànies —incloent la compensació centralitzada de pagaments, els préstecs del banc central als bancs membres, l'auditoria reguladora i l'assegurança de dipòsits administrada pel govern— estan dissenyades per evitar que es produeixin aquest tipus d'insolvències bancàries.

## Exemple hipotètic de balanç i ràtios financeres
En el balanç següent es mostra un exemple de com funciona la banca de reserves fraccionades i el càlcul de la "ràtio de reserves":
| Exemple: Balanç d'ANZ National Bank Limited a 30 de setembre de 2017 | Exemple: Balanç d'ANZ National Bank Limited a 30 de setembre de 2017 | Exemple: Balanç d'ANZ National Bank Limited a 30 de setembre de 2017 | Exemple: Balanç d'ANZ National Bank Limited a 30 de setembre de 2017 |
| -------------------------------------------------------------------- | -------------------------------------------------------------------- | -------------------------------------------------------------------- | -------------------------------------------------------------------- |
| Actius                                                               | M$ NZ                                                                | Passius                                                              | M$ NZ                                                                |
| Efectiu                                                              | 201                                                                  | Dipòsits a la vista                                                  | 25.482                                                               |
| Balanç amb el Banc Central                                           | 2.809                                                                | Dipòsits a termini i altres préstecs                                 | 35.231                                                               |
| Altres actius líquids                                                | 1.797                                                                | Deutes a altres entitats financeres                                  | 3.170                                                                |
| Deute d'altres entitats financeres                                   | 3.563                                                                | Instruments financers derivats                                       | 4.924                                                                |
| Negociació de valors                                                 | 1.887                                                                | Deutes i altres deutes                                               | 1.351                                                                |
| Instruments financers derivats                                       | 4.771                                                                | Disposicions                                                         | 165                                                                  |
| Actius disponibles per a la venda                                    | 48                                                                   | Bons emesos per l'entitat                                            | 14.607                                                               |
| Préstecs i bestretes nets                                            | 87.878                                                               | Finançament de parts vinculades                                      | 2.775                                                                |
| Participacions en entitats controlades                               | 206                                                                  | Préstecs subordinats                                                 | 2.062                                                                |
| Actius per impostos corrents                                         | 112                                                                  | Passius totals                                                       | 99.084                                                               |
| Altres actius                                                        | 1.045                                                                | Capital social                                                       | 5.943                                                                |
| Actius per impostos diferits                                         | 11                                                                   | Reserves                                                             | 83                                                                   |
| Locals i equipaments                                                 | 232                                                                  | Beneficis retinguts                                                  | 2.667                                                                |
| Fons de comerç i altres intangibles                                  | 3.297                                                                | Patrimoni net                                                        | 8.703                                                                |
| Els actius totals                                                    | 107.787                                                              | Passiu total més el patrimoni net                                    | 107.787                                                              |

En aquest exemple, les reserves d'efectiu del banc són de 3.010 milions de dòlars neozelandesos (201 milions en efectiu + saldo de 2.809 milions al Banc Central) i els dipòsits a la vista (passius) són de 25.482 milions de dòlars neozelandesos. Per tant, la ràtio de reserves d'efectiu o coeficient de caixa és de l'11,81 %, que és el percentatge que representen les reserves d'efectiu del banc en relació amb els dipòsits a la vista que té el banc.

### Altres ràtios financers
La ràtio financera més important que s'utilitza per analitzar els bancs de reserva fraccionària és la ràtio de reserva d'efectiu o coeficient de caixa. Tanmateix, també s'utilitzen altres ràtios financeres importants per analitzar la liquiditat, la fortalesa financera, la rendibilitat, etc. del banc.
Per exemple, el balanç de situació del banc posat com a exemple indica les ràtios financeres següents:
1. La ràtio de reserva d'efectiu és de 3.010 milions de dòlars/25.482 milions de dòlars, és a dir, l'11,81%.
2. La ràtio de reserva d'actius líquids és (201 milions de dòlars + 2.809 milions de dòlars + 1.797 milions de dòlars)/25.482 milions de dòlars, és a dir, un 18,86%.
3. La ràtio de capital social és de 8.703 milions de dòlars/107.787 milions de dòlars, és a dir, del 8,07%.
4. La ràtio de patrimoni tangible és de (8.703 milions de dòlars − 3.297 milions de dòlars)/107.787 milions, és a dir, un 5,02%
5. La ràtio de capital total és (8.703 milions de dòlars + 2.062 milions de dòlars)/107.787 milions de dòlars, és a dir, el 9,99%.

Per calcular la ràtio de reserves, és important conèixer com es defineix el terme "reserves", ja que diferents definicions donen resultats diferents.